# 大津駐屯地
大津駐屯地（おおつちゅうとんち、JGSDF Camp Otsu）は、滋賀県大津市際川1-1-1に所在する中部方面混成団等が駐屯する陸上自衛隊の駐屯地である。陸曹、陸士、予備自衛官の教育に特化した駐屯地となっている。

## 概要

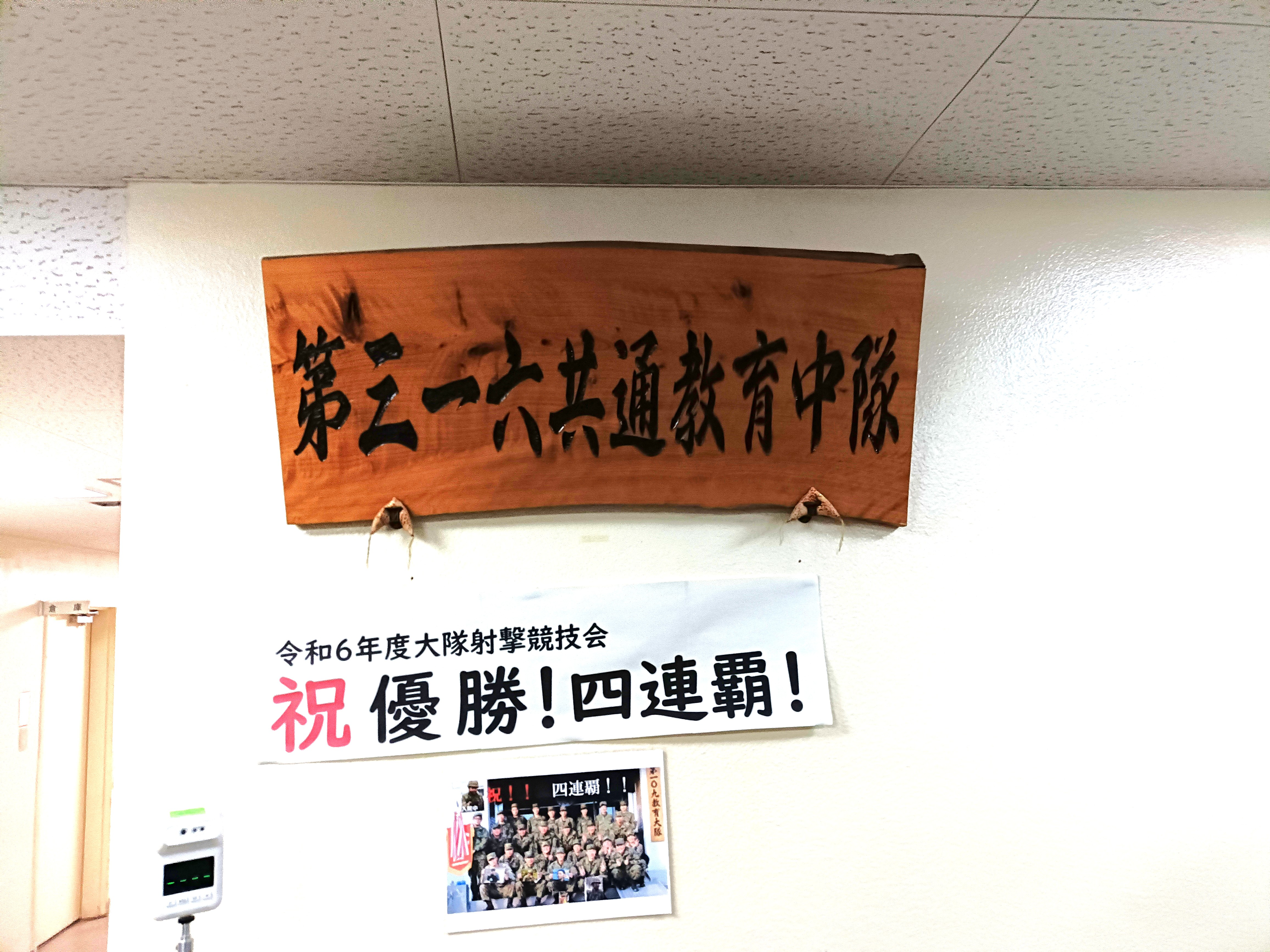
大津駐屯地の教育中隊の看板

駐屯地司令は、中部方面混成団長が兼務する。陸曹、陸士、予備自衛官の教育を主な業務する。毎年4月には中部方面混成団および大津駐屯地の創立記念行事が開催され一般開放される。びわ湖毎日マラソンの開催支援や大津祭の協賛も行う。

### 地理
大津駐屯地は外周約2キロメートル、面積約160,000平方メートルの規模である。琵琶湖の湖畔にあり、琵琶湖を見渡せる。南北に細長い敷地をしており、北側に宿舎や教育関連施設が配置され、南側が射撃練習場、グラウンド、体育館となっている。最寄り駅は京阪石山坂本線「南滋賀駅」であり徒歩10分の距離である。

### 歴史
旧日本海軍大津航空隊跡地に設置されている。海軍大津航空隊時代には93式中間練習機や瑞雲、零式三座水上偵察機、二式水上戦闘機、零式水上観測機の他、1944年（昭和19年）には2機の強風が配備された。海軍大津航空隊跡地は、大津市に売却され市街地となったが、隣接する滋賀海軍航空隊は進駐軍の駐屯を経て、ほぼそのままの敷地形状を保って1959年（昭和34年）に陸上自衛隊大津駐屯地となった。当時3つあった大型格納庫の内1つが残されており、戦後は屋内訓練場として使用されていたが、体育館が完成してからは倉庫として使用されている。その他、桟橋や一部の建物が残っている。敷地中央の琵琶湖側に海軍時代の資料を展示した資料館があり、その入り口には顕彰碑として「海鷲錬成之地」の石碑が設置されている。
陸上自衛隊の大津駐屯地となった後は、教育隊、衛生隊、対戦車隊が駐屯していたが、1994年（平成6年)に対戦車隊が廃止、衛生隊が千僧駐屯地に移駐し、以後は陸曹・陸士・予備自衛官の教育に特化した駐屯地となる。

## 沿革
- 1936年（昭和11年）：大津駐屯地は財団法人学生海洋飛行団が使用する施設として始まる。

日本海軍
- 1942年（昭和17年）-1945年（昭和20年）：大津海軍航空隊が水上飛行機(強風)の練習基地として使用する。

アメリカ陸軍
- 第二次世界大戦後～1958年（昭和33年）：アメリカ合衆国陸軍第47歩兵師団第136歩兵連隊（en:136th Infantry Regiment (United States)）が駐留しており、その後大津市に返還される。

陸上自衛隊大津駐屯地
- 1959年（昭和34年）
  - 4月1日：大津駐屯地として開設[2]される。第3衛生大隊が伊丹駐屯地から移駐。開設当初の主力部隊は第6新隊員教育隊、第3衛生大隊が所在[1]。
  - 8月13日：第6新隊員教育隊を廃止・改編し、第109教育大隊が新編。
- 1960年（昭和35年）3月25日：第319地区施設隊が新編。
- 1962年（昭和37年）
  - 1月18日：
    1. 第3対戦車隊を新編。
    2. 第3衛生大隊が第3衛生隊に称号変更。
    3. 中部方面航空隊隷下に第13飛行隊が新編。

  - 11月29日：第13飛行隊が防府分屯地に移駐。

- 1973年（昭和48年）3月27日：第319地区施設隊が第7施設群に編合。
- 1981年（昭和56年）3月25日：第2教育団本部が善通寺駐屯地から移駐。
- 1990年（平成2年）3月26日：第4施設団が改編され第319地区施設隊を廃止。
- 1992年（平成4年）3月27日：第3衛生隊が第3後方支援連隊衛生隊に改編。
- 1994年（平成06年）3月28日：

1. 第3対戦車隊が廃止。
2. 第3後方支援連隊衛生隊が千僧駐屯地へ移駐[3]。

- 2006年（平成18年）3月26日：第4陸曹教育隊が大久保駐屯地から移駐。
- 2008年（平成20年）3月26日：第2教育団が廃止され、中部方面混成団が新編。
- 2015年（平成27年）3月26日：会計隊の改編に伴い、第409会計隊が廃止され、第397会計隊大津派遣隊が配置。

## 駐屯部隊

### 中部方面隊隷下部隊
- 中部方面混成団[4]
  - 中部方面混成団本部 - 大津駐屯地の司令業務および第47普通科連隊(海田駐屯地）、第49普通科連隊(豊川駐屯地）、第4陸曹教育隊（大津駐屯地）、第109教育大隊（大津駐屯地）、第110教育大隊（松山駐屯地）を指揮統括する業務を担う。
  - 第4陸曹教育隊 - 陸曹候補生課程、初級陸曹特技課程、陸曹中級課程、陸曹上級課程、最先任上級曹長課程、方面陸曹基礎英語課程を担う。
  - 第109教育大隊 - 一般陸曹候補生課程、自衛官候補生課程、陸士特技課程（総輪操縦牽引）、予備自衛官招集訓練、予備自衛官補招集教育訓練（一般および技能）を担う。
- 中部方面会計隊
  - 第397会計隊
    - 大津派遣隊
- 中部方面システム通信群
  - 第104基地システム通信大隊
    - 第318基地通信中隊
      - 大津派遣隊
- 大津駐屯地業務隊「大津業」

### 防衛大臣直轄部隊
- 中部方面警務隊
  - 第131地区警務隊
    - 大津派遣隊

## 過去の駐屯部隊
- 第319地区施設隊「319地施」：1960年（昭和35年）3月25日から1990年（平成2年）3月26日（廃止）の間。
- 第3対戦車隊「3対戦」：1962年（昭和37年）1月18日から1994年（平成6年）3月27日（廃止）の間。
- 第3後方支援連隊衛生隊「3後支-衛」：1959年（昭和34年）4月1日から1994年（平成6年）3月28日の間。千僧駐屯地へ移駐。[3]
- 第2教育団「2教団」：1981年（昭和56年）3月25日から2008年（平成20年）3月26日（廃止）の間。中部方面混成団に改編。